# Terra Formars (pel·lícula)
Terra Formars (テラフォーマーズ, Tera Fōmāzu) és una pel·lícula de ciència-ficció japonesa del 2016 dirigida per Takashi Miike i basada en la sèrie manga del mateix nom de Yū Sasuga & Kenichi Tachibana. Es va estrenar al Japó el divendres 29 d'abril de 2016.
La pel·lícula està ambientada a finals del segle 26 i representa un intent de colonització de Mart. La humanitat havia alliberat anteriorment paneroles al planeta, i els futurs colons es troben amb la resistència de les paneroles antropomòrfiques gegants.

## Trama
Al segle XXI, per combatre la superpoblació, la Terra planeja colonitzar Mart. Per  terraformar el planeta] la superfície se sembra amb molsa per crear una atmosfera i una temperatura superficial més tolerables. També es van introduir les paneroles per estendre la molsa.
500 anys més tard, l'any 2599, s'envia una tripulació al BUGS 2 per netejar les paneroles. La tripulació és un grup d'inadaptats i delinqüents que participen en la missió a canvi d'indult.
Entrant a la nova atmosfera, la tripulació descobreix que la terraformació ha tingut èxit i llança una bomba. En sortir del vaixell, no troben cap rastre de les paneroles originals, sinó que troben paneroles antropomòrfiques de mida humana i empunyant una porra. Les paneroles evolucionades maten ràpidament dos membres de la tripulació amb la seva força i velocitat superiors.
Per combatre les criatures, l'equip rep infusions d'ADN dissenyades per donar-los poders especials. God Lee es transforma en un escarabat miidera que respira foc (Pheropsophus jessoensis). Tanmateix, la panerola sobreviu a l'explosió del foc i el mata.
Una panerola s'enfila a la part superior de la nau espacial trenca la seva closca transparent, matant dos membres més de la tripulació. El capità Dojima es transforma en una formiga de bala forta (Paraponera clavata) i mata la panerola gegant. Un equip d'expedició es prepara per buscar peces BUGS 1, el vaixell de la missió anterior, per posar-hi forma i tornar a la Terra.
A mesura que desenes de paneroles s'acosten, Tezuka es transforma en estafilínids, s'asseu a la part posterior del rover de Mart i llança un raig de foc per impulsar-lo i matar les paneroles simultàniament.
Mentrestant, mentre el rover s'acosta a una gran onada de paneroles, l'Osako i la Mary en surten per ajudar en Tezuka. Osako es transforma en un morrut negre durador (Pachyrhynchus infernalis) mentre que Mary es converteix en un escarabat de l'arc de Sant Martí (Phalacrognathus muelleri) amb capacitats de camuflatge òptic. Junts protegeixen en Tezuka mentre propulsa el rover a través de la segona onada. Tanmateix, quan el vehicle bolca, els tres són llançats del vehicle, aclaparats i morts. El rover continua el seu viatge.
Els membres de l'expedició supervivents arriben al BUGS 1 i ja està intentant enviar alguna cosa a la Terra. Es revela que Ko Honda, el director de la missió, s'està comunicant amb les paneroles, que semblen tenir intel·ligència humana. Mentre es preparen per a la batalla, Shokichi Komachi es transforma en una Ampulex compressa mortal, mentre que Jim Muto es converteix en una llagosta del desert amb poderosos atacs cos a cos i habilitat de vol. Mina Obari es transforma en una mantis orquídia, un insecte carnívor. Després descobreixen piràmides gegants a la superfície de Mart.
A bord del BUGS 2, Asuka Moriki es troba en una Hymenopus coronatus. Ella reviu l'Ichiro amb aigua i llancen els BUGS 2 cap a la Terra amb un ou de panerola gegant a bord. L'ou eclosiona i les paneroles gegants que hi ha dins resisteixen la manipulació de l'Asuka i la maten.
Sorprès pel nou avantatge evolutiu de les paneroles gegants, Ko Honda ordena als BUGS 2 que caiguin de nou a la superfície de Mart. Les paneroles a bord del BUGS 2 demanen l'assistència de les paneroles a la superfície, que broten ales i ascendeixen al cel per suavitzar l'aterratge del BUGS 2.
De tornada a la superfície, s'enfronten als membres restants de l'equip d'expedició humana, tots els quals injecten una altra dosi d'ADN per transformar-se i lluitar contra les hordes de paneroles. En el transcurs de la batalla descobreixen que prendre una segon dosi crearà una transformació millorada amb poders augmentats. Jim s'injecta per tercera vegada, provocant una transformació irreversible. Shokichi intenta defensar-lo i es lesiona.
Apareix Nanao, transformada en una arna de seda, i escampa la seva pols sobre l'horda de paneroles. Una panerola li dispara una arma, provocant una explosió que destrueix l'horda de paneroles així com Nanao. Jim i Shokichi escapen de l'explosió i s'allunyen volant, només per tornar a caure a la superfície on Jim mor en la seva forma d'insecte permanent, després de salvar la vida del líder de les paneroles, puja de nou al BUGS 2 i s'enfronta a Ichiro, que el salva. Un atac de paneroles suggereix llavors que tornen a la Terra ràpidament en una nau espacial de dues persones. Quan surten, el líder de les paneroles decideix no volar darrere d'elles perquè en Shokichi li va salvar la vida.
De tornada a la Terra, Sakakibara tem quina serà la reacció quan la Terra s'assabenti de les seves accions. Ko Honda admet que seria la seva caiguda i suggereix evitar que la nau torni a la Terra i després desaparegui de la societat japonesa. Ella intenta disparar-li, però ell atura la bala i li llança una aranya que llança un esprai morat tòxic i la mata.
La pel·lícula acaba amb Ichiro i Shokichi al petit vaixell discutint els seus plans per al futur. Shokichi planeja construir cementiris per a Nanao i tots els membres. A més, decideix tornar a Mart.

## Repartiment
- Hideaki Itō com a Shokichi Komachi
- Emi Takei com a Nanao Akita
- Tomohisa Yamashita com a Jim Muto
- Takayuki Yamada com a Ichiro Hiruma
- Kane Kosugi com a God Lee
- Rinko Kikuchi com Asuka Moriki
- Masaya Katō com a Keisuke Dojima
- Eiko Koike com a Mina Obari
- Mariko Shinoda com a Sorae Osako
- Ken'ichi Takitō com a Shunji Tezuka
- Rina Ohta com a Maria Renjo
- Ken Aoki
- Rila Fukushima com a Sakakibara
- Shun Oguri com a Ko Honda

## Producció
El rodatge va tenir lloc a Islàndia.